# Eutrofieringsindeks
Der findes flere eutrofieringsindeks af vand i søer, vandløb og havet. Deres formål er at give en metrik eller klassificering af eutrofieringsniveauer:
- Det danske indeks, Dansk Littoralzone Makroinvertebrat Indeks (DLMI) - fra 2016.[2]
- Dansk vandløbsfauna indeks[3]
- Dansk fauna indeks[3]
- Trophic state index (TSI) eller Carlsons eutrofieringsindeks fra 1977.[4]
- Periphyton index of trophic state (PIT) - norsk udviklet eutrofieringsindeks for floder.[5]
- Dahl-Johnson-indeks, DJ-indeks - eutrofieringsindeks for vandløb.[6][7]
- Benthic Quality Index (BQI) - eutrofieringsindeks for dybe søer.[6]
- Average Score Per Taxon (ASPT) - eutrofieringsindeks og almen økologisk indeks. ASPT er udviklet i storbritannien.[2][7][6]

## Trofisk klassifikationer (Carlson, 1996)
En sø bliver typisk klassificeret efter en af følgende tre klasser: Oligotrofisk, mesotrofisk eller eutrofisk. Søer med ekstreme trofiske indeks kan også blive klassificeret som hyperoligotrofisk eller hypereutrofisk. Tabellen herunder demonstrerer hvordan indeks værdier afbildes til trofiske klasser.
| TI      | Chl     | P       | SD          | Trofisk klasse |
| ------- | ------- | ------- | ----------- | -------------- |
| < 30—40 | 0—2.6   | 0—12    | > 8—4       | Oligotrofisk   |
| 40—50   | 2.6—20  | 12—24   | 4—2         | Mesotrofisk    |
| 50—70   | 20—56   | 24—96   | 2—0.5       | Eutrofisk      |
| 70—100+ | 56—155+ | 96—384+ | 0.5— < 0.25 | Hypereutrofisk |